# Halowe Mistrzostwa Europy w Lekkoatletyce 2017 – pchnięcie kulą mężczyzn
Pchnięcie kulą mężczyzn – jedna z konkurencji technicznych rozegranych podczas halowych lekkoatletycznych mistrzostw Europy w hali Kombank Arena w Belgradzie. Tytułu mistrza sprzed dwóch lat bronił Niemiec David Storl.

## Terminarz
| Data    | Godzina |            |
| ------- | ------- | ---------- |
| 4 marca | 11:00   | Eliminacje |
| 4 marca | 19:20   | Finał      |

## Rekordy
|                                        | Zawodnik       | Wynik | Miejsce     | Data                  |
| -------------------------------------- | -------------- | ----- | ----------- | --------------------- |
| Rekord świata                          | Randy Barnes   | 22,66 | Los Angeles | 20 stycznia 1989(dts) |
| Rekord Europy                          | Ulf Timmermann | 22,55 | Senftenberg | 11 lutego 1989(dts)   |
| Rekord mistrzostw Europy               | Ulf Timmermann | 22,19 | Liévin      | 21 lutego 1987(dts)   |
| Najlepszy wynik na świecie w 2017 roku | David Storl    | 21,37 | Rochlitz    | 5 lutego 2017(dts)    |
| Najlepszy wynik w Europie w 2017 roku  | David Storl    | 21,37 | Rochlitz    | 5 lutego 2017(dts)    |

## Rezultaty
| NR – rekord kraju \| WL – najlepszy tegoroczny wynik na listach światowych \| EL – najlepszy tegoroczny wynik na listach europejskich |
| SB – najlepszy wynik w sezonie \| PB – rekord życiowy                                                                                 |

### Eliminacje
Awans uzyskali zawodnicy, którzy osiągnęli 20,50 (Q) lub ośmiu z najlepszymi wynikami (q).
Źródło: .
| Poz. | Zawodnik              | Reprezentacja        | #1    | #2    | #3    | Rezultat | Uwagi |
| ---- | --------------------- | -------------------- | ----- | ----- | ----- | -------- | ----- |
| 1.   | David Storl           | Niemcy               | 21,16 | –     | –     | 21,16    | Q     |
| 2.   | Konrad Bukowiecki     | Polska               | 21,06 | –     | –     | 21,06    | Q     |
| 3.   | Tomáš Staněk          | Czechy               | x     | 20,94 | –     | 20,94    | Q     |
| 4.   | Ladislav Prášil       | Czechy               | 20,68 | –     | –     | 20,68    | Q     |
| 5.   | Tsanko Arnaudov       | Portugalia           | 20,52 | –     | –     | 20,52    | Q     |
| 5.   | Stipe Žunić           | Chorwacja            | 20,52 | –     | –     | 20,52    | Q     |
| 7.   | Mesud Pezer           | Bośnia i Hercegowina | 19,78 | x     | 20,13 | 20,13    | q     |
| 8.   | Michaił Abramczuk     | Białoruś             | 19,82 | 19,61 | 19,99 | 19,99    | q,    |
| 9.   | Borja Vivas           | Hiszpania            | 19,86 | 19,97 | 19,89 | 19,97    |       |
| 10.  | Frédéric Dagée        | Francja              | 19,97 | x     | x     | 19,97    |       |
| 11.  | Asmir Kolašinac       | Serbia               | 19,96 | x     | x     | 19,96    |       |
| 12.  | Filip Mihaljević      | Chorwacja            | x     | x     | 19,94 | 19,94    |       |
| 13.  | Carlos Tobalina       | Hiszpania            | 19,64 | 19,22 | 19,83 | 19,83    |       |
| 14.  | Andrei Gag            | Rumunia              | 19,74 | x     | x     | 19,74    |       |
| 15.  | Francisco Belo        | Portugalia           | 19,55 | x     | 19,25 | 19,55    |       |
| 16.  | Bob Bertemes          | Luksemburg           | 19,47 | x     | 19,42 | 19,47    |       |
| 17.  | Arttu Kangas          | Finlandia            | 18,86 | 19,42 | 19,25 | 19,42    |       |
| 18.  | Rafał Kownatke        | Polska               | x     | 19,28 | x     | 19,28    |       |
| 19.  | Michał Haratyk        | Polska               | x     | 19,18 | 19,05 | 19,18    |       |
| 20.  | Georgi Iwanow         | Bułgaria             | 18,94 | x     | x     | 18,94    |       |
| 21.  | Aliaksiej Niczypar    | Białoruś             | x     | x     | 18,90 | 18,90    |       |
| 22.  | Mihaíl Stamatóyiannis | Grecja               | x     | 18,83 | x     | 18,83    |       |
| 23.  | Matúš Olej            | Słowacja             | 17,79 | x     | 18,21 | 18,21    |       |

### Finał
Źródło: .
| Poz. | Zawodnik          | Reprezentacja        | #1    | #2    | #3    | #4    | #5    | #6    | Rezultat | Uwagi |
| ---- | ----------------- | -------------------- | ----- | ----- | ----- | ----- | ----- | ----- | -------- | ----- |
| 01 ! | Konrad Bukowiecki | Polska               | x     | 21,97 | 20,69 | 20,85 | x     | 20,98 | 21,97    | WL    |
| 02 ! | Tomáš Staněk      | Czechy               | 20,56 | x     | 20,36 | 20,25 | 21,43 | –     | 21,43    | PB    |
| 03 ! | David Storl       | Niemcy               | 21,15 | x     | 20,88 | 21,19 | 21,30 | 21,15 | 21,30    |       |
| 4.   | Tsanko Arnaudov   | Portugalia           | 20,49 | 20,16 | x     | 19,81 | 19,50 | 21,08 | 21,08    | NR    |
| 5.   | Stipe Žunić       | Chorwacja            | x     | 20,37 | x     | 20,08 | 21,04 | 20,66 | 21,04    | SB    |
| 6.   | Ladislav Prášil   | Czechy               | 20,73 | x     | 20,72 | 20,24 | x     | 20,47 | 20,73    |       |
| 7.   | Mesud Pezer       | Bośnia i Hercegowina | 20,37 | 20,26 | 20,16 | 20,30 | x     | x     | 20,37    |       |
| 8.   | Michaił Abramczuk | Białoruś             | x     | x     | 19,38 | x     | x     | x     | 19,38    |       |